# Robert Skoog
Robert Skoog, född 7 maj 1961, är en svensk före detta ishockeymålvakt som spelade för Piteå IF, Luleå HF och Piteå HC under sin karriär. 1993 och 1997 tog han SM-silver med Luleå HF.